# Vicente Monje
Vicente Alfredo Monje nacido en Yuto, provincia de Jujuy,  República Argentina, el 22 de junio de 1981, exfutbolista argentino. Se desempeñaba como delantero, su formación y debut fueron en Gimnasia y Tiro de Salta y su retiro en el Club Atlético Central Norte de Salta. Jugador de mini futbol

## Clubes
| Club                     | País      | Año         |
| ------------------------ | --------- | ----------- |
| Gimnasia y Tiro de Salta | Argentina | 2002-2004   |
| CA Atlanta               | Argentina | 2004-2005   |
| Ferro Carril Oeste       | Argentina | 2006        |
| Germinal Beerschot       | Bélgica   | 2007        |
| Ferro Carril Oeste       | Argentina | 2007-2009   |
| Olympiakos Volou         | Grecia    | 2009-2011   |
| Olympiacos FC            | Grecia    | 2011-2012   |
| Orduspor                 | Turquía   | 2012-2013   |
| AEK Larnaca              | Chipre    | 2013-2014   |
| Olympiakos Volou         | Grecia    | 2014        |
| Gimnasia y Tiro de Salta | Argentina | 2014        |
| Central Norte de Salta   | Argentina | 2015 - 2016 |